# Lispe ambigua
Lispe ambigua este o specie de muște din genul Lispe, familia Muscidae, descrisă de Stein în anul 1913. Conform Catalogue of Life specia Lispe ambigua nu are subspecii cunoscute.